# Rezső Bouska
Rezső Bouska (* 1895 in Budapest, Königreich Ungarn) war ein ungarischer Radrennfahrer.

## Sportliche Laufbahn
Bouska war im Straßenradsport aktiv. In der Ungarn-Rundfahrt wurde er beim Sieg von László Vida 1926 Dritter. 1924 kam er in der nationalen Meisterschaft im Straßenrennen auf den dritten Rang. Bei den Straßenradsport-Weltmeisterschaften startete er in der ungarischen Nationalmannschaft und kam auf den 22. Platz des Rennens. Er startete für den Verein „Budapest TC“ und für den Verein „Jóbarát KK“. Weiterhin schrieb er Artikel für die Radsportzeitschrift A Kerékpár.
Sein Bruder József Bouska war auch Radrennfahrer, ebenfalls beim Radsportklub „Jóbarát KK“.